# マイケル・モリッツ
マイケル・モリッツ（Sir Michael Moritz KBE、1954年9月12日 - ）は、イギリス・ウェールズ出身のベンチャーキャピタリスト。米セコイア・キャピタルのチェアマンであり、Googleの前取締役。

## 来歴
ウェールズ、カーディフのユダヤ人の家族に生まれる。1976年にオックスフォード大学クライスト・チャーチで歴史学の文学修士号を取得。1978年にペンシルベニア大学ウォートン・スクールで経営学修士号を取得。
『タイム』誌の記者を務めた後、1986年にベンチャーキャピタルの Sequoia Capital へ入社。ベンチャーキャピタリストとして Google（KPCB のジョン・ドーアとの共同投資）、Yahoo!、PayPal、eBay、YouTube を含む数々の企業への出資に携わる。これまでに Google や PayPal などの取締役を務め、現在でも KAYAK や Zappos の取締役を務める。タイムの記者時代には当時 Lisa プロジェクトを率いていたスティーブ・ジョブズに婚外子の娘リサがおり、ジョブズがその認知を拒んでいるというスクープ記事を執筆している。

## 主な投資先
- Google
- Yahoo!
- LinkedIn
- Zappos
- PayPal
- KAYAK
- Stripe
- Instacart
- スカイスキャナー

## 私生活
『フォーブス』誌によると資産は推定30億ドル（約3391億円）。作家のハリエット・ヘイマンを妻に持ち、2人の子どもたち共にサンフランシスコに在住。アメリカ合衆国大統領バラク・オバマの熱心な支持者。
2019年からはブッカー賞のスポンサーとなった。

## 著書
- Michael Moritz, Barrett Seaman, Going for Broke: The Chrysler Story, Doubleday, 1981, ISBN 0385171803
  - 前田俊一（訳） 『クライスラーの没落 経営ドキュメント』 TBSブリタニカ、1982年、ISBN 9784484001166
- Michael Moritz, The Little Kingdom: The Private Story of Apple Computer, William Morrow & Co, 1984, ISBN 0688039731
  - 青木栄一（訳） 『アメリカン・ドリーム アップル・コンピュータを創った男たち! 企業急成長の秘訣』 二見書房、1985年、ISBN 4576850059